# Перевёрнутая K
Ʞ, ʞ (перевёрнутая K) — буква расширенной латиницы. Использовалась в некоторых сиуанских языках, в основном Джеймсом Оуэном Дорси в XIX веке. Также использовалась в МФА для обозначения велярного щелчка до 1970 года. Она была исключена из него из-за отсутствия доказательств, что такой звук существует.

## Использование
Джеймс Оуэн Дорси использовал ʞ в своих опубликованных работах для обозначения звука [kː], который присутствует в трёх языках дегиха: омаха-понка, квапау и канса. Он также использует его в языке осейдж для обозначения звука [ʰk], так как [kː] отсутствует в этом языке.